# Nikolaiort
Der Nikolaiort ist der zentrale Platz der Osnabrücker Fußgängerzone. Hier treffen die Hauptfußgängerstraßen der Osnabrücker Innenstadt aufeinander. Im Westen zweigt die Krahnstraße ab. Im Norden mündet der Domhof in den Platz, welcher über den Platz der Deutschen Einheit in die Hasestraße übergeht. Im Süden beginnt die Große Straße, diese wird als Osnabrücker Hauptgeschäftsstraße angesehen.

## Benennung
Die Bezeichnung Nikolaiort stammt von einer Kapelle St. Nikolaus, die sich früher an dem Platz befand (Nikolai als Variante des Namens Nikolaus). Auf die Kapelle ging vermutlich auch der frühere Name des Platzes, Claußort, zurück (Clauß als Abkürzung von Nikolaus). Diese Bezeichnung taucht im sogenannten Schwedenplan auf, dem ältesten bekannten Stadtplan Osnabrücks aus dem Jahr 1633.

## Gebäude
Am Platz befindet sich die Hirsch-Apotheke. Sie ist seit über 475 Jahren am Nikolaiort angesiedelt. Das denkmalgeschützte klassizistische Gebäude der Apotheke (Adresse: Große Straße 46) stammt aus dem Zeitraum 1797/98. Um den Platz gruppieren sich außerdem Einzelhändler wie Peek & Cloppenburg sowie mehrere Restaurants und Bars.

## Kunst

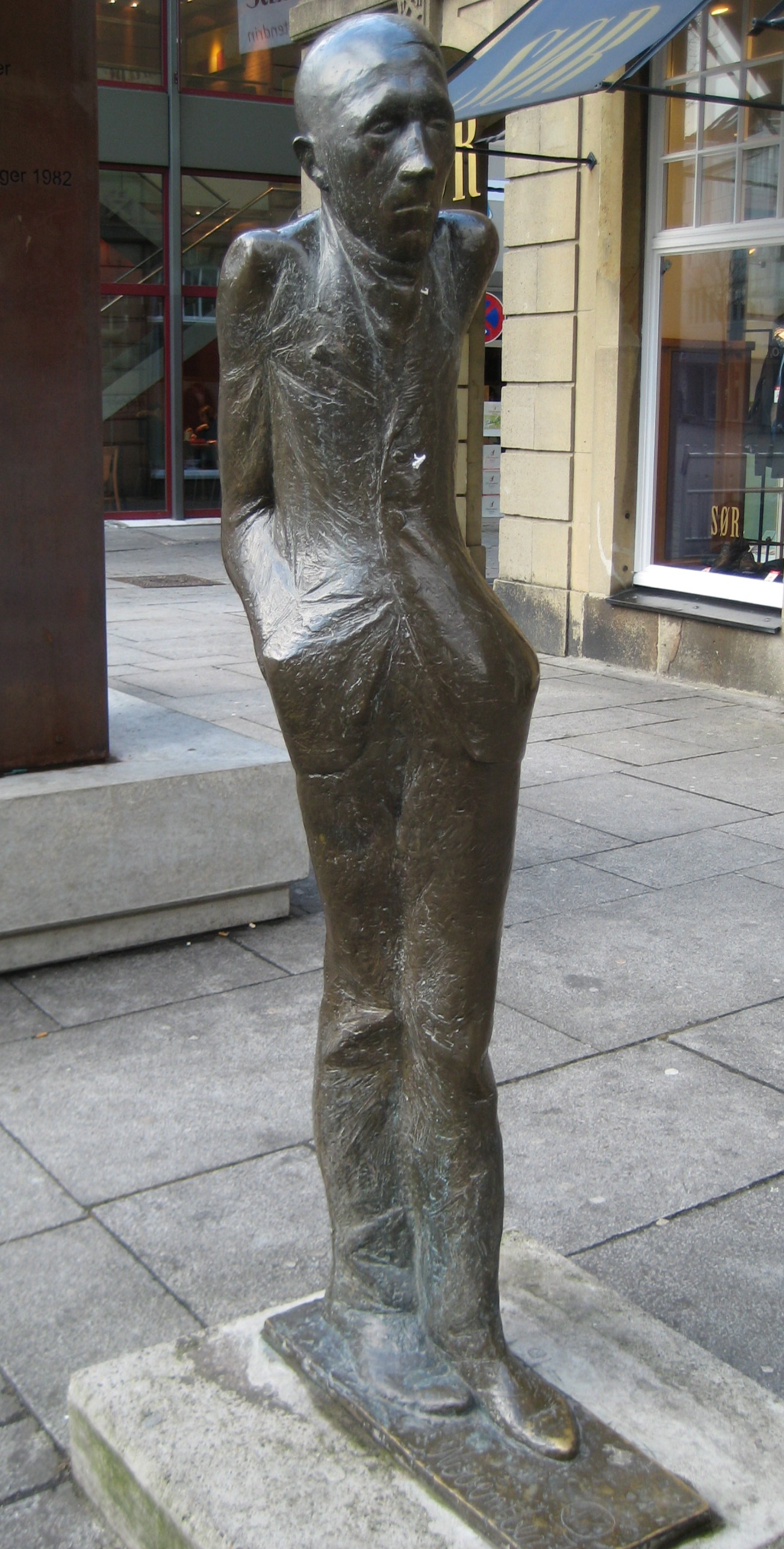
Mann im November

Am Nikolaiort steht die Bronzeplastik Mann im November von Waldemar Otto.